# Giuseppe Grazioli
Giuseppe Grazioli (Lavis, 28 dicembre 1808 – Villa Agnedo, 27 febbraio 1891) è stato un presbitero e agronomo italiano.

## Biografia

Busto di don Grazioli di Andrea Malfatti

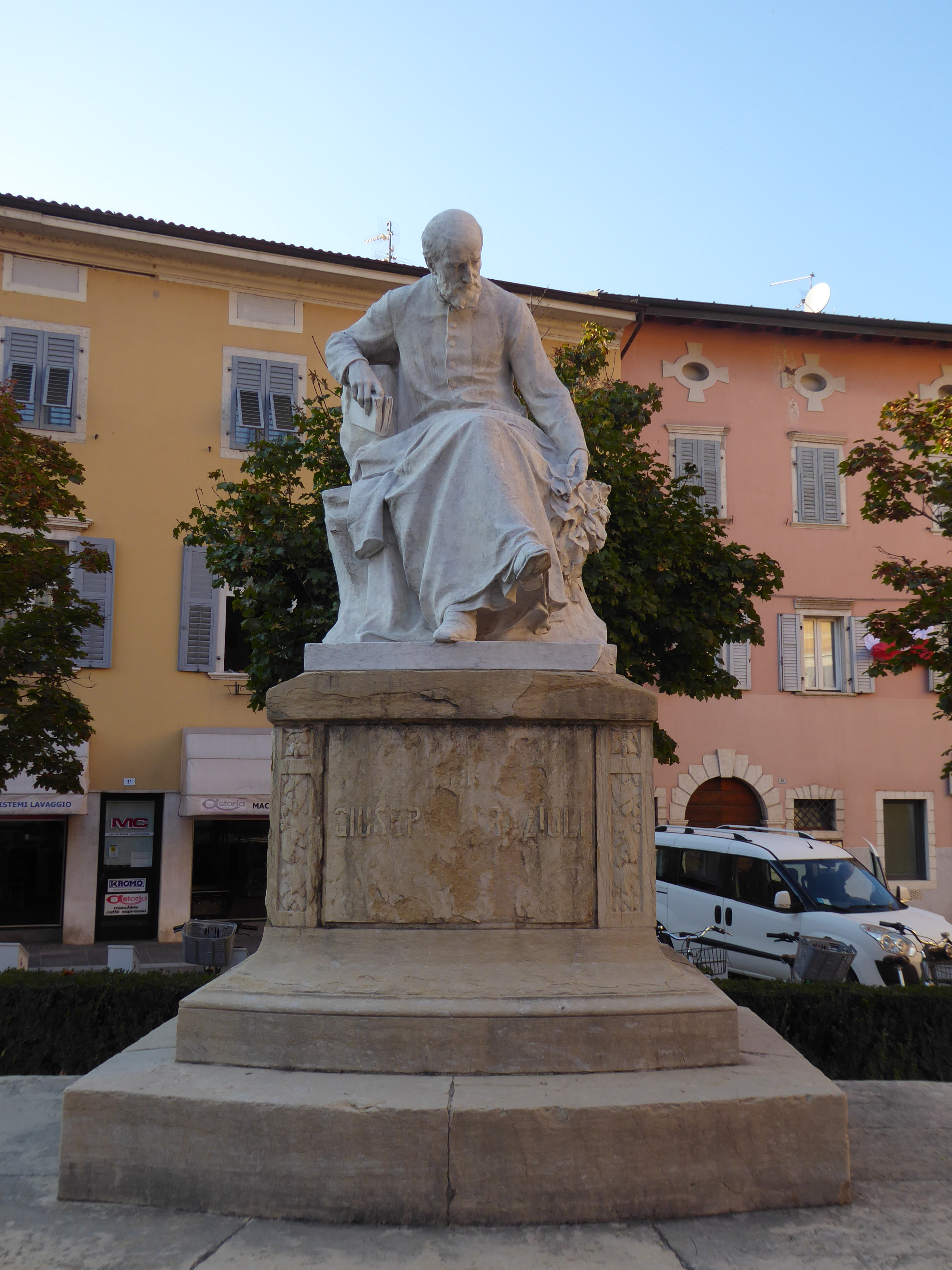
La statua a don Grazioli a Lavis

Figlio di Andrea e Paola Brugnara, nasce a Lavis nel 1808.
Dal 1823 al 1829 frequenta il Ginnasio a Rovereto. Il 15 agosto 1829 riceve la tonsura. Dal 1833 al 1835 prosegue gli studi presso l'Istituto filosofico di Trento che conclude il 13 dicembre con l'ordinazione sacerdotale, iniziando così l'attività pastorale a Ivano-Fracena in Valsugana.
Mosso dai sentimenti patriottici in un clima risorgimentale, viene arrestato e incarcerato a Innsbruck nell'aprile del 1848 in quanto sostenitore della causa italiana.
Nel 1851, con l'amico Andrea Strosio, realizza una spedizione da Nord a Sud lungo la penisola visitando luoghi sacri e storici che alimentano nel Grazioli da un lato la vocazione religiosa e dall'altro l'idea di patria individuata nella nazione italiana.
Tra il 1856 e il 1857 le bachicolture trentine sono attaccate dalla pebrina, una malattia che colpisce il baco da seta portando numerosi danni economici e sociali alle famiglie di agricoltori locali. Grazioli assume il compito di riassestare la situazione intraprendendo la ricerca di semi sani di gelso da importare in Trentino.
Nel decennio che va dal 1858 al 1868 inizia i suoi viaggi in Europa orientale e in Asia. Si reca dapprima in Dalmazia, nel 1859 e nel 1860 è a Bucarest dove trova un seme apparentemente buono ma non completamente sano. Il 1º aprile 1861 parte per l'Asia minore, il 2 maggio è a Smirne, il 4 luglio a Salonicco dove raccoglie dei semi buoni.
Nel 1862 prosegue i viaggi in Macedonia e di nuovo a Bucarest. L'anno seguente raccoglie semi in Caucaso, Georgia e Russia. Nello stesso anno viene eletto deputato alla dieta provinciale di Innsbruck senza però mai dedicarsi all'attività politica, ma continuando ad impegnarsi nella missione legata al baco da seta con il fine di risanare le attività agricole.
Nel 1864 viene accusato dal Comitato circolare seme-bachi di non aver ancora risolto il problema del baco da seta in Trentino dove la situazione si stava aggravando a tal punto da indurre i contadini ad una rivolta. Tuttavia nello stesso anno, dopo aver scoperto l'esistenza di un seme originario del Giappone che era stato utilizzato con successo nella vicina Lombardia, parte nuovamente con spedizioni a Suez, Ceylon, Singapore, Hong Kong, Shanghai e a Yokohama.
La ricerca si conclude positivamente quando Grazioli ritorna in Trentino dopo aver trovato in Giappone un seme resistente alla malattia. La missione, che dura undici anni, vede così la fine nel 1875 quando il comitato si scioglie.
Muore il 27 febbraio 1891 nella dimora di Villa Agnedo, nella quale si era trasferito dopo le sue escursioni.
È tra i promotori per l'erezione del Monumento a Dante a Trento che si concretizza nel 1896, cinque anni dopo la sua scomparsa e che non vide mai realizzarsi. Il giorno dell'inaugurazione viene deposta una corona sulla tomba come segno di riconoscimento.
Il 2 giugno 1912 viene inaugurata, nel paese natale, una statua marmorea realizzata dallo scultore Stefano Zuech in suo ricordo. A Trento gli è dedicata una via.